# William Daum Euler
Pour les articles homonymes, voir Euler (homonymie).
William Daum Euler (10 juillet 1875-15 juillet 1961) est un homme politique canadien du Manitoba. Il est député fédéral libéral de la circonscription ontarienne de Waterloo-Nord de 1917 à 1940. Il est ministre dans le cabinet du premier ministre Mackenzie King.

## Biographie
Né à Conestogo (en) en Ontario, Euler fréquente l'école publique de Berlin (ancien nom de Kitchener) et ensuite la Suddaby Public School.

## Politique
Euler entame une carrière politique en servant comme maire de Berlin de 1913 à 1914. 
Élu en 1917, il est réélu en  1921, 1925, 1926, 1930, 1935 et en 1940.
En 1926, il devient ministre des Douanes et Accise. Promu ministre du Revenu National en 1927, il occupe la fonction jusqu'à la défaite libérale suivant l'élection de 1930. Les Libéraux revenu au pouvoir en 1935, il occupe la fonction de ministre Ministre du Commerce et ministre responsable pour la Commission canadienne du blé. Il occupe ce ministère jusqu'en 1940, moment où il est nommé au Sénat du Canada pour représenter la division sénatoriale de Waterloo. Il meurt en fonction en 1961.
Alors au Sénat, il mène une campagne pour éliminer l'interdiction de la margarine au Canada.
En 1961, il est brièvement le premier chancelier de l'Université luthérienne de Waterloo (aujourd'hui Université Wilfrid-Laurier).

## Archives
Un fonds d'archives William Daum Euler est disponible à la Bibliothèque et Archives Canada.